# Rammelburg

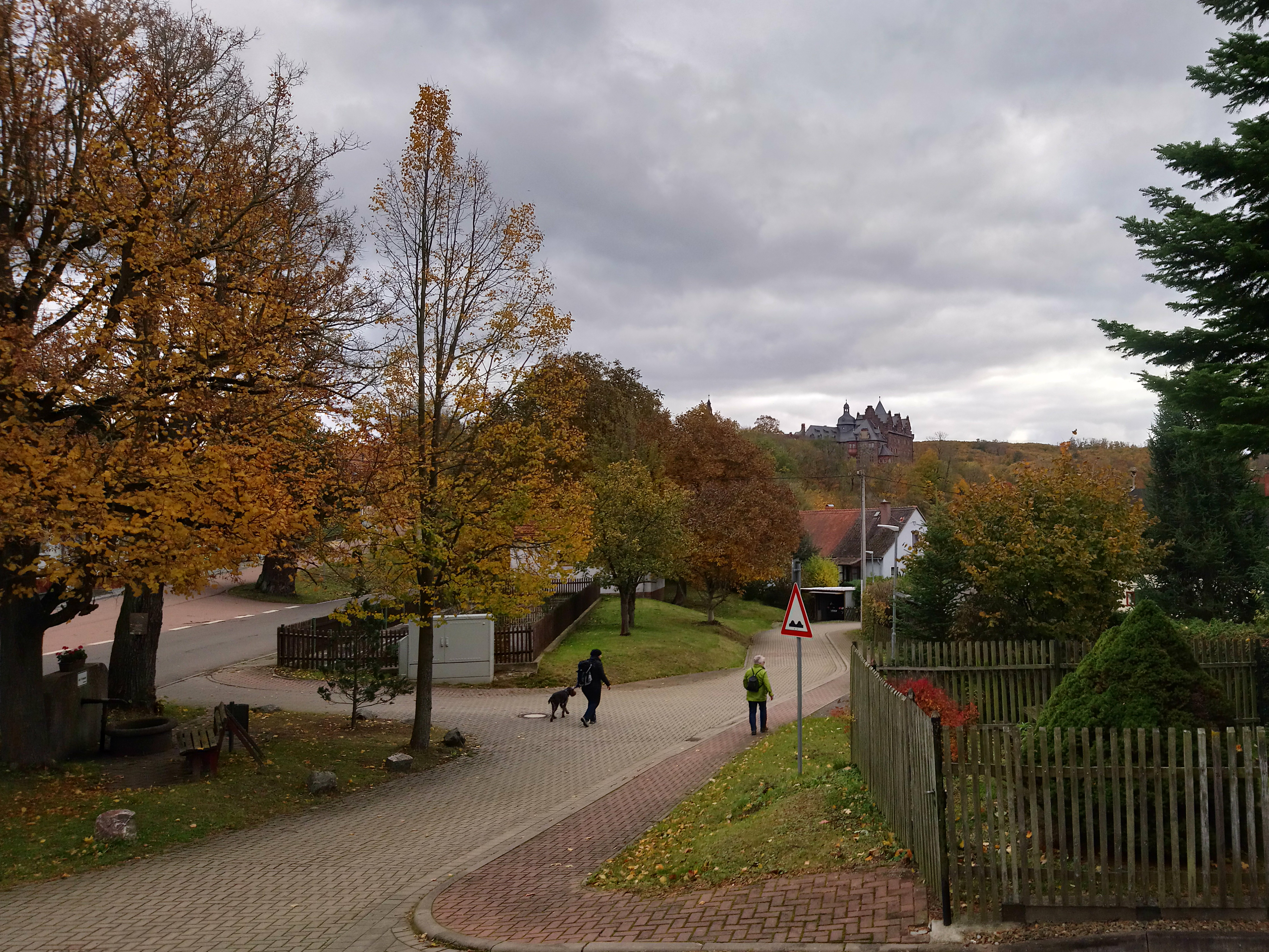
Blick übers Dorf Rammelburg, mit Burg im Hintergrund

Rammelburg ist ein Ortsteil der Stadt Mansfeld im Bundesland Sachsen-Anhalt. Er liegt im Tal der Wipper, circa 5 Kilometer nordöstlich des Kurortes Wippra. Der Ort Rammelburg liegt zwischen den Orten Friesdorf und Biesenrode. Das Schloss Rammelburg prägt das Ortsbild.

## Verkehr
Im Ort befindet sich ein Tunnel und der Haltepunkt Friesdorf Ost der Bahnstrecke Klostermansfeld–Wippra. Der Verkehr ist seit 2015 im Wesentlichen auf die Wochenenden beschränkt und auf touristischen Verkehr ausgelegt.
Durch den Ort führt die Kreisstraße 2340, die etwas nördlich des Siedlungsbereichs an die Harzhochstraße anschließt.

## Geschichte
Am 1. Juli 1957 wurde Rammelburg aus dem Kreis Hettstedt nach Friesdorf eingemeindet.
Am 6. März 2009 wurde es zusammen mit Friesdorf nach Mansfeld eingemeindet.

## Schloss Rammelburg

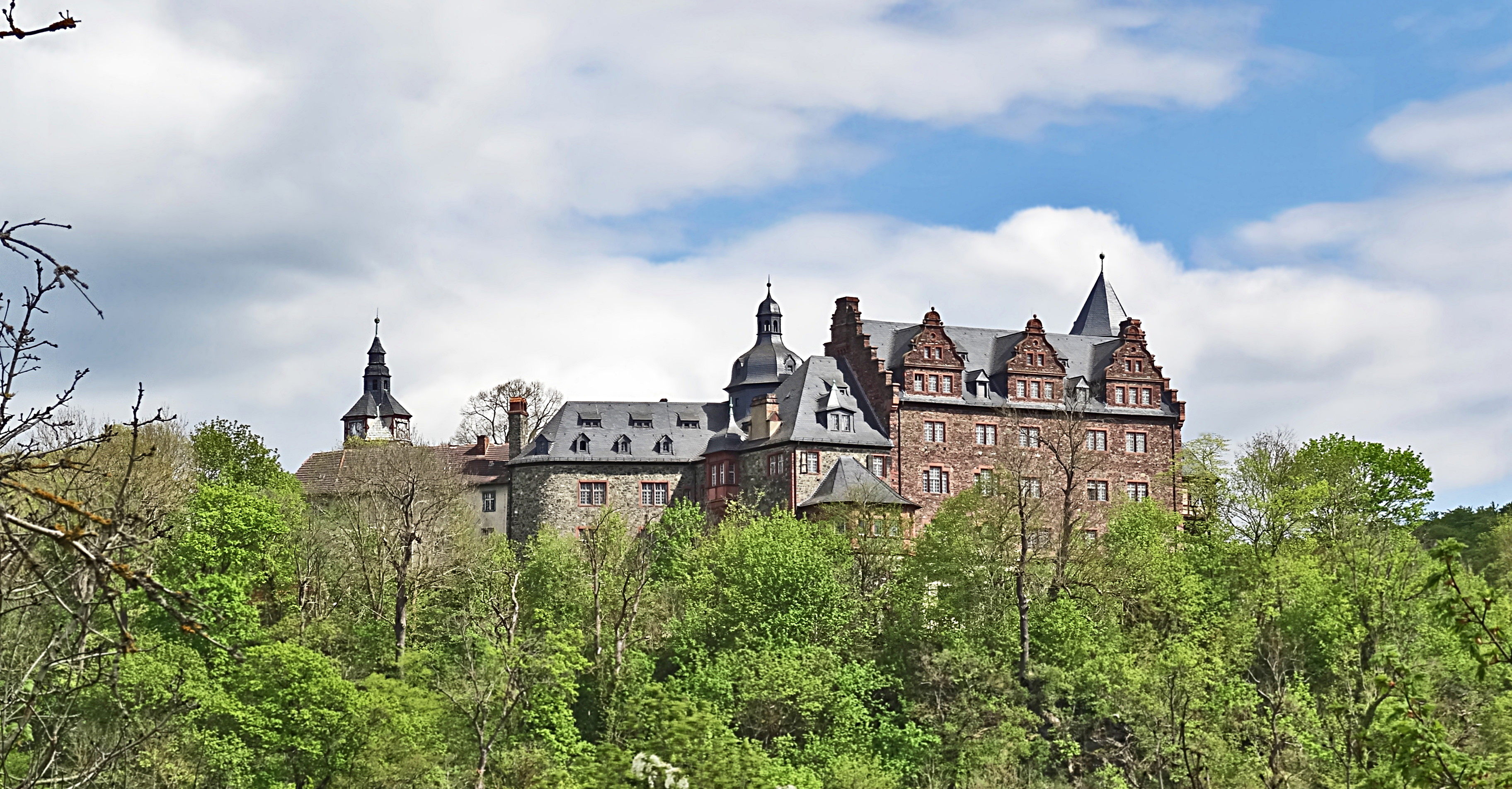
Ausblick auf Schloss Rammelburg

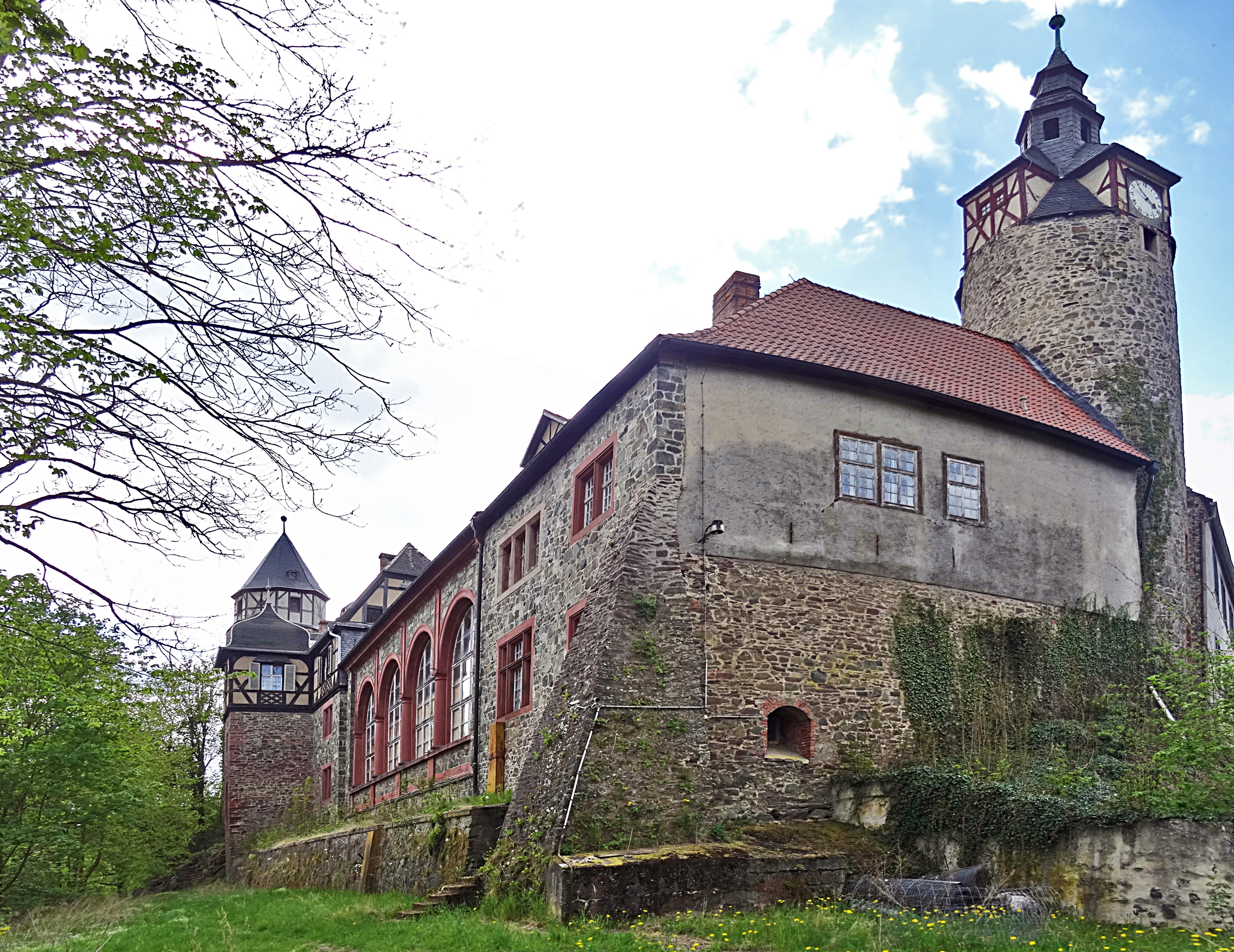
Ansicht von Osten

Die Rammelburg liegt mitten in der bewaldeten Umgebung des Unterharzes auf einem Baugrund aus Phyllit und wurde etwa im 13. Jahrhundert erbaut. Die Hauptburg ist in Trapezform mit den Maßen 50 × 70 Meter errichtet.
An der Ost- und an der Westspitze der Hauptburg stehen zwei runde Bergfriede im romanischen Baustil.
Heute präsentiert sich das Schloss in seinen Grundzügen als Renaissancebau. Der Grund dafür liegt in einem schweren Brand im Jahr 1894, der den Hauptbau stark beschädigte. Der kaiserliche Hofbaurat Ihne veranlasste die Wiederherstellung von 1901 bis 1904.
Eine erste urkundliche Erwähnung stammt aus dem Jahr 1259. Aus dem Inhalt dieser urkundlichen Nennung ist abzuleiten, dass eine Burg schon vor 1190 im Besitz der Grafen von Arnstein bestanden haben muss.
Im Jahr 1296 fiel die Rammelburg mitsamt der Herrschaft Arnstein an die Grafen von Falkenstein und einige Jahre später an die Grafen von Regenstein. Im Jahr 1400 wurde durch Heirat die Rammelburg Teilbesitz der Grafen von Mansfeld, die von 1430 bis 1602 alleinige Besitzer waren. Danach wurde die Rammelburg als Sitz des Amtes an Caspar von Berlepsch dauerhaft verpfändet.
Das Schloss hatte im Laufe seiner Geschichte weitere Eigentümer, darunter 1637 die Familie von Stammer, von 1737 bis 1903 die sächsische Familie von Friesen und von 1903 bis 1937 die Familie von Heimburg.
Von 1937 bis zur Enteignung 1945 war Schloss Rammelburg im Besitz der Familie von Thurn und Taxis.
Bekannt wurde es um 1698 in Bezug auf den Theologen Gottfried Arnold und seiner Unparteyischen Kirchen- und Ketzer-Historie. Der ortsansässige Pfarrer hatte bei der Verfassung der Schrift Unterstützung geleistet.
Zur Zeit der DDR diente das Schloss als Kinderheim und Rehabilitationsklinik bis in die 1990er Jahre hinein. Dieses imposante Gebäude wird zurzeit nicht genutzt und ist leerstehend.